# Municipio de Upper (Nueva Jersey)
El municipio de Upper (en inglés: Upper Township) es un municipio ubicado en el condado de Cape May en el estado estadounidense de Nueva Jersey. En el año 2010 tenía una población de 12.373 habitantes y una densidad poblacional de 69,75 personas por km².

## Geografía
El municipio de Upper se encuentra ubicado en las coordenadas 39°15′4″N 74°42′27″O / 39.25111, -74.70750.

## Demografía
Según la Oficina del Censo en 2000 los ingresos medios por hogar en el municipio eran de $60,942 y los ingresos medios por familia eran $68,824. Los hombres tenían unos ingresos medios de $46,528 frente a los $31,325 para las mujeres. La renta per cápita para la localidad era de $27,498. Alrededor del 3.5% de la población estaba por debajo del umbral de pobreza.